# Unaporanga lanceolata
Unaporanga lanceolata là một loài bọ cánh cứng trong họ Cerambycidae.